# Portret van een echtpaar in Suriname
Portret van een echtpaar in Suriname of Portret van het echtpaar Johannes Ellis en Maria Louisa de Hart is een daguerreotypie uit vermoedelijk 1846. Het is zover bekend de oudste foto uit Suriname die bewaard is gebleven.

## Afgebeelde personen en hun afkomst
De afbeelding toont de in Elmina geboren Johannes Ellis en zijn Surinaamse vrouw Maria Louisa de Hart. Het was een vermogend stel, gekleed volgens de laatste mode; met goudverf zijn op de daguerreotypie accenten aangebracht op de gesp, armbanden, ringen, hanger en oorbellen van Maria Louisa.
Johannes Ellis was een buitenechtelijke zoon van de Nederlandse bewindsman Abraham de Veer en de Ghanese slaafgemaakte Fanny 'Ellis'. De familienaam Ellis is afkomstig van de tweede vrouw van Abrahams vader, Jannetje Martha Ellis; Fanny was als zodanig immers ook Abrahams' tweede vrouw. De echtgenote van Abraham, overigens, was Dorothea Elisabeth van Uytrecht, dochter van Casper Lodewijk van Uytrecht en Poulina Ellis uit Curaçao. 
Maria Louisa de Hart werd in 1826 geboren op plantage Sardam. Zij was een dochter van de uit Amsterdam afkomstige joodse koopman Mozes Meijer de Hart en een door hem in 1827 vrijgekochte slavin genaamd Carolina Petronella 'van de Hart'.
Johannes was ambtenaar van beroep. Het echtpaar woonde met tien huisslaven aan de Keizerstraat LCN 139 te Paramaribo. In 1860 verhuisden zij naar Nederland. Johannes en Maria zijn de ouders van Abraham George Ellis, de eerste minister van Surinaamse afkomst in een Nederlands kabinet en vice-admiraal in Amsterdam.

## Datering en maker
Volgens de familieoverlevering dateert het portret uit 1845, het jaar van hun verloving en huwelijk, maar de conservator van fotografie van het Rijksmuseum Amsterdam, Mattie Boom, gaf in 2014 aan dat de opname volgens hem in de periode november 1845 - juli 1846 gemaakt moet zijn. Op 1 november 1845 ging het paar namelijk in ondertrouw, op 11 november dat jaar werd het huwelijkscontract opgemaakt en in augustus 1846 werd een zoon geboren. Boom meent dat de opname niet eerder gemaakt kan zijn dan de dag van de verloving en niet later dan na de geboorte van hun zoon, omdat die er in het laatste geval volgens Boom anders zeker ook op had gestaan. De kleding en sieraden van Maria Louisa en haar pijpenkrullenkapsel geven volgens Boom ook aan dat de daguerreotypie uit midden jaren veertig dient te dateren.
Wie de daguerreotypie gemaakt heeft is niet overgeleverd. Het creëren van een daguerreotypie was een ingewikkeld proces waarvoor grote kundigheid vereist was. De kwaliteit van de afbeelding van Ellis en De Hart verraadt vakmanschap, zodat de maker een professionele fotograaf moet zijn geweest. Van 8 maart tot 12 april 1846 verbleef de uit New York afkomstige fotograaf John L. Riker voor zijn werk in Paramaribo en Warren Thompson uit Philadelphia kwam op 9 mei in de hoofdstad aan. Het zijn de enige twee professionele fotografen waarvan - middels advertenties in de plaatselijke krant - bekend is dat ze in de periode november 1845 - augustus 1846 in Paramaribo zijn geweest. Boom acht het onwaarschijnlijk dat andere bezoekende fotografen niet geadverteerd zouden hebben. Er zijn geen afbeeldingen bekend die met zekerheid van de hand van Riker of Thompson zijn, zodat er geen vergelijkingsmateriaal is en het volgens Boom ongewis is wie van de twee de maker is.
Als de afbeelding inderdaad uit de periode stamt zoals door Boom wordt vermoed, dan was Johannes op de daguerreotypie 33 jaar oud, Maria Louisa negentien jaar en was zij zwanger van haar zoon. Aanvang 1846 woonde het echtpaar in Paramaribo aan de Keizerstraat LCN 139.
Johannes stierf in 1870 in Amsterdam in zijn woning aan de Herengracht 173, zijn weduwe in 1910 op 83-jarige leeftijd in 's-Gravenhage. De originele afdruk van de foto werd in 2009 door het Rijksmuseum in Amsterdam in langdurig bruikleen gekregen van mevrouw J. Huisken. De daguerreotypie werd in 2009 in het museum tentoongesteld.